# Список банков, лишённых лицензии в 2012 году (Россия)
В список включены все кредитные организации России, у которых в 2012 году была отозвана или аннулирована лицензия на осуществление банковской деятельности.
В 2012 году Центральным Банком России были отозваны 22 лицензии у кредитных организаций, из которых 19 лицензий были отозваны у банков и 3 — у небанковских кредитных организаций, также у 8 кредитных организаций лицензии были аннулированы. Больше всего отзывов и аннулирований было в апреле и мае — отозвано по 4 и аннулировано по одной лицензии. Меньше всего в марте — ни отзывы, ни аннулирования лицензий не осуществлялись.
Основной причиной для отзыва лицензий у банков в 2012 году стало нарушение банковского законодательства. Почти все учреждения были в этом уличены. Кроме того, среди наиболее распространенных проблем оказались неисполнение требований кредиторов, существенная недостоверность отчетности, достаточность капитала ниже 2 %, размер собственных средств ниже минимального значения уставного капитала.

## Легенда
Список разбит на два раздела по полугодиям 2012 года. Внутри разделов организации отсортированы по месяцам, внутри месяца по датам закрытия, внутри одной даты по номеру документа об отзыве или аннулировании лицензии.

| Таблица: - Дата — дата отзыва/аннулирования лицензии. - Приказ — номер приказа или иного документа об отзыве/аннулировании лицензии. - Регион — населённый пункт или регион регистрации банка. - АСВ — является ли кредитная организация участником системы страхования вкладов. - Причина — основные причины отзыва или аннулирования лицензии организации. Выделение строк цветом: - — выделение светло-зелёным цветом означает, что лицензия организации была аннулирована. - — выделение светло-жёлтым цветом означает, что лицензия организации была отозвана. | Сокращения: - АКБ — акционерный коммерческий банк. - ЗАО — закрытое акционерное общество. - КБ — коммерческий банк. - НКО — небанковская кредитная организация. - ОАО — открытое акционерное общество. - ООО — общество с ограниченной ответственностью. |

## 1 полугодие
В разделе приведены все кредитные организации, у которых в 1-м полугодии 2012 года была отозвана или аннулирована лицензия.
| Наименование                                                        | Основ. | Лиц. | Дата       | Приказ        | Регион    | АСВ | Причина | Прим.         |
| ------------------------------------------------------------------- | ------ | ---- | ---------- | ------------- | --------- | --- | --- | ------------- |
| Январь                                                              |        |      |            |               |           |     | |               |
| ОАО «Национальный Торговый Банк»                                    | 1994   | 3087 | 23.01.2012 | 2127711000800 | Тольятти  | Нет | По решению акционеров банка аннулирована лицензия. Банк присоединён к ЗАО "Коммерческий Банк «Глобэкс». | [ 5 ] [ 6 ]   |
| ООО «Банк развития индустрии туризма и путешествий» («Тревел Банк») | 1990   | 531  | 23.01.2012 | ОД-44         | Москва    | Нет | Неисполнение федеральных законов, регулирующих банковскую деятельность. Неисполнение нормативных актов Банка России. Банк был не в состоянии выполнить свои обязательства перед кредиторами. Потеря ликвидности и платежеспособности.                                               | [ 7 ] [ 8 ]   |
| Февраль                                                             |        |      |            |               |           |     | |               |
| ООО КБ «Охотный Ряд»                                                | 2001   | 3375 | 10.02.2012 | ОД-93         | Москва    | Да  | Неисполнение федеральных законов, регулирующих банковскую деятельность. Неисполнение нормативных актов Банка России. Банк был не в состоянии выполнить свои обязательства перед кредиторами. Потеря ликвидности.                                                                    | [ 9 ] [ 10 ]  |
| ЗАО «Вэлкомбанк»                                                    | 1990   | 589  | 28.02.2012 | ОД-129        | Пятигорск | Да  | Неисполнение федеральных законов, регулирующих банковскую деятельность. Неисполнение нормативных актов Банка России. Низкая достаточность капитала банка. Недостаточный размер собственных средств. Подделка учётных данных. Отсутствие резервов.                                   | [ 11 ] [ 12 ] |
| Апрель                                                              |        |      |            |               |           |     | |               |
| «Международный Инвестиционный Банк» (ОАО) («МИКБАНК»)               | 1994   | 2742 | 05.04.2012 | ОД-204        | Москва    | Да  | Неисполнение федеральных законов, регулирующих банковскую деятельность. Неисполнение нормативных актов Банка России. Банк был не в состоянии выполнить свои обязательства перед кредиторами. Потеря ликвидности из-за высокорискованной кредитной политики.                         | [ 13 ] [ 14 ] |
| ЗАО АКБ «Сибирский Энергетический Банк»                             | 1993   | 2604 | 05.04.2012 | ОД-206        | Москва    | Нет | Неисполнение федеральных законов, регулирующих банковскую деятельность. Неисполнение нормативных актов Банка России. Банк был не в состоянии выполнить свои обязательства перед кредиторами. Подделка отчётных данных банка.                                                        | [ 15 ] [ 16 ] |
| ЗАО «ПВ-Банк»                                                       | 1990   | 634  | 13.04.2012 | ОД-277        | Ульяновск | Да  | Неисполнение федеральных законов, регулирующих банковскую деятельность. Неисполнение нормативных актов Банка России. Банк был не в состоянии выполнить свои обязательства перед кредиторами.                                                                                        | [ 17 ] [ 18 ] |
| ООО «Универсальный доверительный банк „Универсалтраст“»             | 2002   | 3402 | 13.04.2012 | ОД-279        | Москва    | Нет | Неисполнение федеральных законов, регулирующих банковскую деятельность. Неисполнение нормативных актов Банка России. Недостоверность отчетных данных банка. | [ 19 ] [ 20 ] |
| ОАО КБ «Потенциал»                                                  | 1990   | 1019 | 26.04.2012 | 2127711006718 | Самара    | Нет | По решению акционеров банка аннулирована лицензия. Банк присоединён к ОАО "АКБ «Российский Капитал». | [ 21 ] [ 22 ] |
| Май                                                                 |        |      |            |               |           |     | |               |
| ЗАО «Баренцбанк»                                                    | 1992   | 2188 | 02.05.2012 | 2127711006542 | Мурманск  | Нет | По решению акционеров банка аннулирована. Банк присоединён к ЗАО «АМИ-Банк». | [ 23 ] [ 24 ] |
| ООО КБ «Холдинг-Кредит»                                             | 1994   | 3030 | 16.05.2012 | ОД-352        | Москва    | Да  | Неисполнение федеральных законов, регулирующих банковскую деятельность. Неисполнение нормативных актов Банка России. Недостоверность отчетных данных. | [ 25 ] [ 26 ] |
| ООО КБ «Сембанк»                                                    | 1993   | 2606 | 16.05.2012 | ОД-353        | Москва    | Да  | Неисполнение федеральных законов, регулирующих банковскую деятельность. Неисполнение нормативных актов Банка России. Банк был не в состоянии выполнить свои обязательства перед кредиторами.                                                                                        | [ 27 ] [ 28 ] |
| ОАО «Орловский социальный банк» («Орёлсоцбанк»)                     | 1994   | 2921 | 23.05.2012 | ОД-376        | Орёл      | Да  | Неисполнение федеральных законов, регулирующих банковскую деятельность. Неисполнение нормативных актов Банка России. Недостоверность отчетных данных. | [ 29 ] [ 30 ] |
| ОАО «Уральский Трастовый Банк»                                      | 1993   | 2523 | 31.05.2012 | ОД-391        | Ижевск    | Да  | Неисполнение федеральных законов, регулирующих банковскую деятельность. Неисполнение нормативных актов Банка России. Банк был не в состоянии выполнить свои обязательства перед кредиторами. Потеря ликвидности из-за отсутствия адекватных резервов на возможные потери по ссудам. | [ 31 ] [ 32 ] |
| Июнь                                                                |        |      |            |               |           |     | |               |
| ООО КБ «Объединенный Банк Развития»                                 | 2000   | 3345 | 15.06.2012 | ОД-416        | Москва    | Нет | Неисполнение федеральных законов, регулирующих банковскую деятельность. Неисполнение нормативных актов Банка России. Недостоверность отчетных данных. Потеря ликвидности из-за отсутствия адекватных резервов на возможные потери по ссудам.                                        | [ 33 ] [ 34 ] |
| ООО «Витас Банк»                                                    | 1992   | 1955 | 29.06.2012 | ОД-487        | Москва    | Да  | Неисполнение федеральных законов, регулирующих банковскую деятельность. Неисполнение нормативных актов Банка России. Недостоверность отчетных данных. Недостаточность капитала. Потеря ликвидности из-за отсутствия адекватных резервов на возможные потери по ссудам.              | [ 35 ] [ 36 ] |

## 2 полугодие
В разделе приведены все кредитные организации, у которых в 2-м полугодии 2012 года была отозвана или аннулирована лицензия.
| Наименование                                                          | Основ. | Лиц.   | Дата       | Приказ        | Регион                   | АСВ | Причина | Прим.                |
| --------------------------------------------------------------------- | ------ | ------ | ---------- | ------------- | ------------------------ | --- | --- | -------------------- |
| Июль                                                                  |        |        |            |               |                          |     | |                      |
| ЗАО «Акционерный хлебный банк» («Хлебобанк»)                          | 1992   | 1812   | 27.07.2012 | ОД-526        | Москва                   | Нет | Неисполнение федеральных законов, регулирующих банковскую деятельность. Неисполнение нормативных актов Банка России. Недостоверность отчетных данных. Недостаточность капитала. | [ 37 ] [ 38 ]        |
| Август                                                                |        |        |            |               |                          |     | |                      |
| ЗАО «Акционерный ипотечный банк „Ипотека-Инвест“»                     | 1994   | 3070   | 06.08.2012 | 2127711012449 | Казань                   | Нет | По решению акционеров банка аннулирована. Банк присоединён к ЗАО "АКБ «Город». | [ 39 ] [ 40 ]        |
| ООО КБ «Камчатка»                                                     | 1994   | 2966   | 09.08.2012 | ОД-545        | Петропавловск-Камчатский | Да  | Неисполнение федеральных законов, регулирующих банковскую деятельность. Неисполнение нормативных актов Банка России. Банк был не в состоянии выполнить свои обязательства перед кредиторами. Недостаточность капитала. Недостаточность размера собственных средств. Недостача наличных средств в кассе. | [ 41 ] [ 42 ]        |
| ОАО «Мобилбанк»                                                       | 1990   | 532    | 09.08.2012 | ОД-547        | Ижевск                   | Да  | Неисполнение федеральных законов, регулирующих банковскую деятельность. Неисполнение нормативных актов Банка России. Банк был не в состоянии выполнить свои обязательства перед кредиторами. Недостаточность капитала. Потеря ликвидности из-за отсутствия адекватных резервов на возможные потери по высокорискованной кредитной политике. Невозможность выплатить клиентам их деньги. Недостаточность капитала. | [ 43 ] [ 44 ]        |
| Сентябрь                                                              |        |        |            |               |                          |     | |                      |
| ЗАО КБ «Свенска Хандельсбанкен»                                       | 2005   | 3455   | 03.09.2012 | 2137711015407 | Москва                   | Нет | Лицензия у аннулирована Банком России на основании статьи 23 Федерального закона «О банках и банковской деятельности» в связи с решением уполномоченного органа кредитной организации о прекращении деятельности в порядке ликвидации согласно статье 61 Гражданского кодекса Российской Федерации и направлением в Банк России соответствующего ходатайства.                                                     | [ 45 ] [ 46 ]        |
| ОАО «Дальневосточный коммерческий банк „Далькомбанк“»                 | 1991   | 84     | 11.09.2012 | 2127711014957 | Хабаровск                | Нет | По решению акционеров банка аннулирована. Банк присоединён к ОАО «МТС-Банк». | [ 47 ] [ 48 ]        |
| ЗАО «Республиканский банк»                                            | 1995   | 3277   | 17.09.2012 | 2127711015243 | Москва                   | Нет | По решению акционеров банка аннулирована. Банк присоединён к "АКБ «Московский областной банк». | [ 49 ] [ 50 ]        |
| Октябрь                                                               |        |        |            |               |                          |     | |                      |
| ООО НКО «Объединенная Расчетная Палата»                               | 2004   | 3451-К | 25.10.2012 | 2126100041626 | Москва                   | Нет | Решение принято в связи с реорганизацией общества путём его присоединения к ООО «Южный региональный банк». | [ 51 ] [ 52 ]        |
| Ноябрь                                                                |        |        |            |               |                          |     | |                      |
| ЗАО НКО «Межбанковский Расчетный Центр» («МРЦ»)                       | 1993   | 3325-Р | 02.11.2012 | ОД-725        | Владивосток              | Нет | Неисполнение федеральных законов, регулирующих банковскую деятельность. Неисполнение нормативных актов Банка России. Недостаточность капитала. | [ 53 ] [ 54 ]        |
| ООО «Трансэнергобанк»                                                 | 1994   | 3106   | 02.11.2012 | ОД-727        | Махачкала                | Да  | Лицензия отозвана в связи с достаточностью капитала Трансэнергобанк ниже 2 процентов, снижением размера собственных средств ниже минимального допустимого значения. | [ 55 ] [ 56 ]        |
| ОАО НКО «Городской Расчетный Центр»                                   | 2000   | 3346-К | 12.11.2012 | ОД-752        | Курган                   | Нет | Неисполнение федеральных законов, регулирующих банковскую деятельность. Неисполнение нормативных актов Банка России. Снижение размера собственных средств ниже минимального значения. | [ 57 ] [ 58 ]        |
| ОАО Акционерный коммерческий земельный банк «Дербент-Кредит»          | 1992   | 2090   | 26.11.2012 | ОД-784        | Дербент                  | Да  | Неисполнение федеральных законов, регулирующих банковскую деятельность. Неисполнение нормативных актов Банка России. Снижение размера собственных средств ниже минимального значения. | [ 59 ] [ 60 ] [ 61 ] |
| Декабрь                                                               |        |        |            |               |                          |     | |                      |
| ООО КБ «Трастовый Банк»                                               | 1994   | 2780   | 07.12.2012 | ОД-808        | Махачкала                | Нет | Неисполнение федеральных законов, регулирующих банковскую деятельность. Неисполнение нормативных актов Банка России. Не был участником системы страхования депозитов. Недостоверная отчетность об операциях с наличными денежными средствами. Нарушения законодательства в части идентификации клиентов при осуществлении операций с собственными векселями.                                                      | [ 62 ] [ 63 ]        |
| НКО ЗАО «Межрегиональный Клиринговый Центр» («МежрегионКлирингЦентр») | 2002   | 3424-К | 27.12.2012 | ОД-867        | Москва                   | Нет | Неисполнение федеральных законов, регулирующих банковскую деятельность. Неисполнение нормативных актов Банка России. Нарушены правила ведения бухгалтерского учета. | [ 64 ] [ 65 ]        |

## Статистика

### Закрытие по месяцам
| Закрытие по месяцам | Закрытие по месяцам | Закрытие по месяцам | Закрытие по месяцам | Закрытие по месяцам |
| Месяц               |                     |                     |                     | Количество          |
| ------------------- | ------------------- | ------------------- | ------------------- | ------------------- |
| Январь              |                     |                     | 2                   |                     |
| Февраль             |                     |                     | 2                   |                     |
| Март                |                     |                     | 0                   |                     |
| Апрель              |                     |                     | 5                   |                     |
| Май                 |                     |                     | 5                   |                     |
| Июнь                |                     |                     | 2                   |                     |
| Июль                |                     |                     | 1                   |                     |
| Август              |                     |                     | 3                   |                     |
| Сентябрь            |                     |                     | 3                   |                     |
| Октябрь             |                     |                     | 1                   |                     |
| Ноябрь              |                     |                     | 4                   |                     |
| Декабрь             |                     |                     | 2                   |                     |

### Причины закрытия
| Причины закрытия | Причины закрытия | Причины закрытия | Причины закрытия | Причины закрытия |
| Причина |                  |                  |                  | Количество       |
| --- | ---------------- | ---------------- | ---------------- | ---------------- |
| Нарушение банковского законодательства (п. 6 ч. 1 ст. 20 Федерального закона «О банках и банковской деятельности»)                                   |                  |                  | 21               |                  |
| Неисполнение требований кредиторов (п. 4 ч. 2 ст. 20 Федерального закона «О банках и банковской деятельности»)                                       |                  |                  | 10               |                  |
| Существенная недостоверность отчетности (п. 3 ч. 1 ст. 20 Федерального закона «О банках и банковской деятельности»)                                  |                  |                  | 7                |                  |
| Достаточность капитала ниже 2 % (п. 1 ч. 2 ст. 20 Федерального закона «О банках и банковской деятельности»)                                          |                  |                  | 7                |                  |
| Размер собственных средств ниже минимального значения уставного капитала (п. 2 ч. 2 ст. 20 Федерального закона «О банках и банковской деятельности») |                  |                  | 6                |                  |
| Нарушение требований ст. 6 и 7 Федерального закона № 115-ФЗ (п. 6 ч. 1 ст. 20 Федерального закона «О банках и банковской деятельности»)              |                  |                  | 1                |                  |

### Комментарии
1. ↑  По инициативе Банка России, согласно требований статьи 20 Федерального закона «О банках и банковской деятельности».
2. ↑  По инициативе собственников компании или в порядке её реорганизации.